# Borda del Mas del Gras
La Borda del Mas del Gras és una borda del terme municipal de Tremp, a l'antic terme ribagirçà d'Espluga de Serra, al Pallars Jussà.
Està situada al sector oriental de l'enclavament d'Enrens i Trepadús, a prop i a llevant del Coll de Fa-riure, i a llevant de la casa de Trepadús.